# Liptovský Peter
Liptovský Peter je obec na Slovensku v okrese Liptovský Mikuláš, v Žilinském kraji. Obec se nachází v severní části Slovenska, v blízkosti Nízkých Tater. Sousední obce jsou Liptovský Hrádok, Podtureň, Uhorská Ves a Jamník. Katastrálním územím obce protéká i řeka Belá.

## Historie

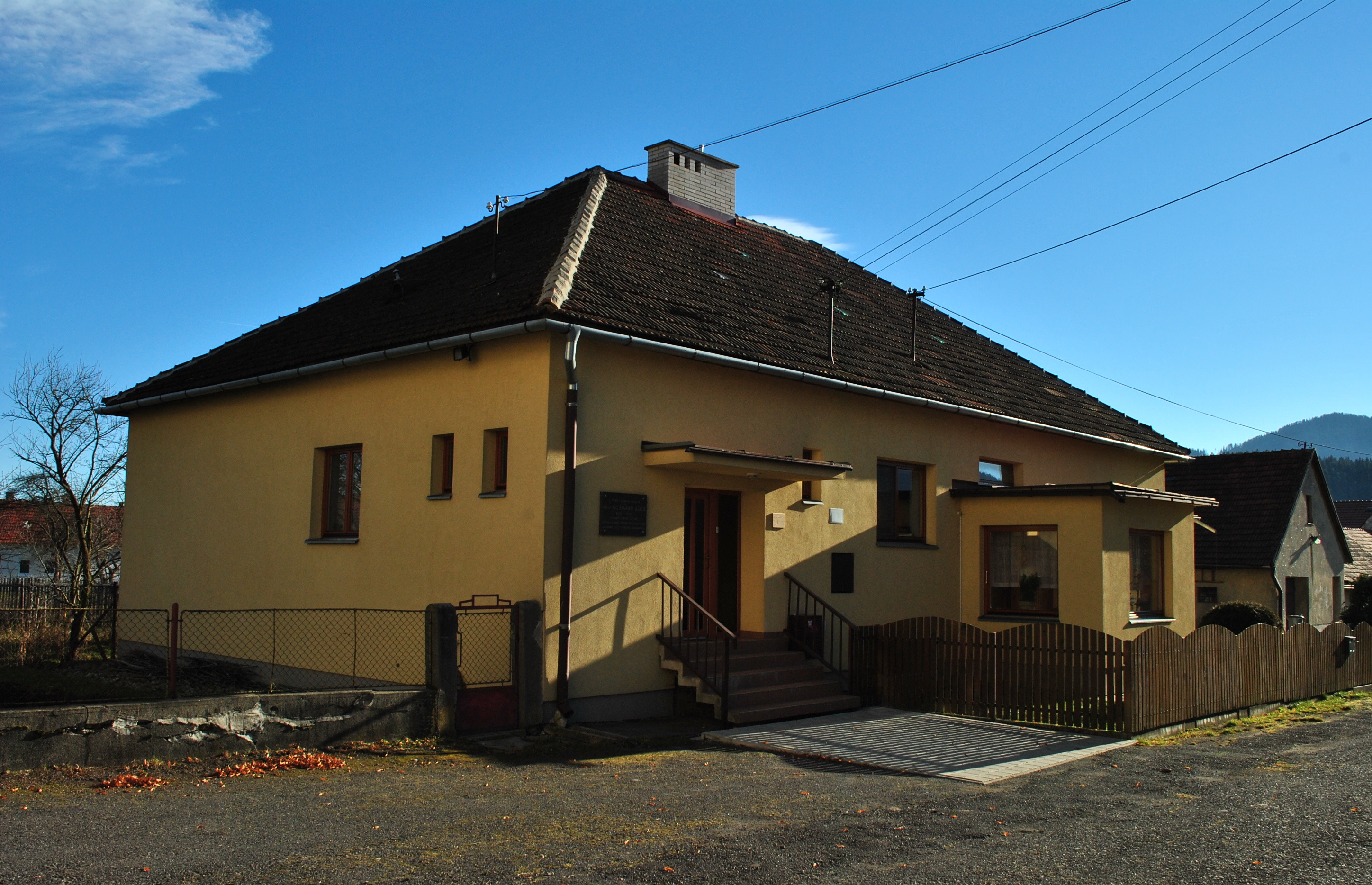
Evangelická fara

První zmínku o obci Liptovský Peter bychom našli v roce 1286, ale pod názvy Zenthpetur nebo Scentpeter. Patřila synům Serefelovým, potomkům knížete Bohumíra a předka rodiny Szentiványiů, kterým patřila obec do roku 1848 . Část majetku vlastnili Pottornaiovci z Podturne. Od roku 1363 se vyvíjela jako menší městečko s tržním právem, později klesla na úroveň podtatranské vesnice. V roce 1709 za povstání Františka II. Rákózcího byla zničena . V roce 1784 měla 52 domů a 416 obyvatel, v roce 1828 62 domů a 520 obyvatel . Zabývali se zemědělstvím, od 19. století zednictví. Byla zde rozvinutá domácí řemesla. Během osvobozovacích bojů v roce 1945 byl Liptovský Peter několik týdnů ve frontovém pásmu. JRD zde bylo založeno v roce 1950 a od roku 1962 se zde šlechtí brambory. V letech 1946 – 1960 bychom nesla obec jméno Liptovský Svätý Peter, od roku 1960 nese název současný Liptovský Peter.

### Znak

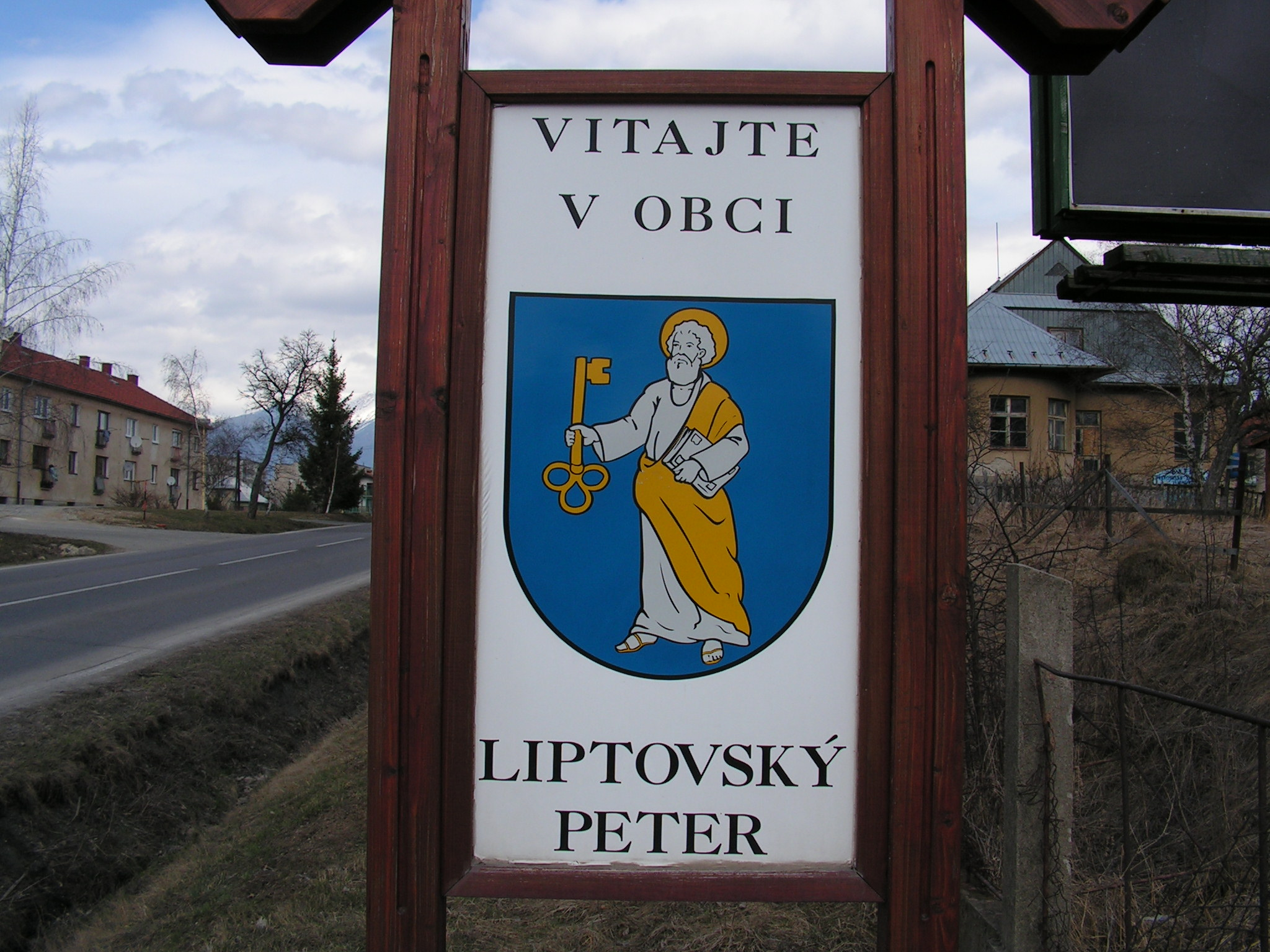

Znak obce znázorňuje svatého Petra, v jedné ruce se se zlatým klíčem, ve druhé s knihou, oděného ve stříbrném rouchu se zlatou šerpou a ve zlatých sandálech. To vše na tmavě modrém poli.

## Kulturní památky
- Gotický kostel ze 14. století, zanikl v roce 1786
- Zvonice z roku 1850
- Škola a kulturní dům z let 1911–1912 a 1933
- Zděné domy z 19. století.

## Osobnosti
- Štefan Bella (1880–1952), akademik ČSAV, hydrotechnik
- Mária Bellová (1885–1973), první slovenská lékařka
- Ferdinand Čatloš (1895–1972), ministr obrany
- Irena Jakubcová (1910–1995), lékařka, univerzitní profesorka
- Martin Martinček (1913–2004), fotograf
- Vladimír Kostovič (1926–1997), herec